# San-Vicente-Ferrer-Klasse
Die San-Vincente-Ferrer-Klasse war eine Klasse von zwei 80-Kanonen-Linienschiffen (Zweidecker) der spanischen Marine, die von 1768 bis 1800 in Dienst stand.

## Allgemeines
Im Gegensatz zur französischen Marine war der Typ des 80-Kanonen-Linienschiffes in der spanischen Marine nicht beliebt. Während in Frankreich zwischen 1740 und 1760 sieben Schiffe gebaut wurden, waren dies in Spanien nur die beiden Einheiten der Rayo-Klasse. In den 1760er Jahren, wurden aber für die spanische Marine sechs Schiffe dieser Art bestellt. Drei Einheiten (San-Carlos-Klasse) in Havanna auf Kuba und drei im spanischen Cartagena.
Der Entwurf der späteren San-Vincente-Ferrer-Klasse wurden von dem Schiffbauer Eduardo Bryant erstellt und die ersten beiden Einheiten unter seiner Bauaufsicht auf Kiel gelegt. Nach dessen Tod im April 1768 übernahm Guillermo Turner die weitere Aufsicht und konnte beide Einheiten bis 1769 fertigstellen. Eine Fertigstellung der dritten Einheit erfolgte nicht, da diese noch vor dem Stapellauf in ihrem Baudock durch ein Feuer zerstört wurde.

## Einheiten
| Name                | Bauwerft                                | Kiellegung         | Stapellauf                        | Indienststellung                  | Verbleib |
| ------------------- | --------------------------------------- | ------------------ | --------------------------------- | --------------------------------- | --- |
| San Vincente Ferrer | Reales Astilleros de Esteiro, Cartagena | 10. Juni 1766      | 22. April 1768                    | 17. Juni 1768                     | Am 17. Februar 1797, zur Verhinderung einer Erbeutung durch die Royal Navy, in Chaguaramas (Trinidad) verbrannt.                                                    |
| San Nicolás de Bari | Reales Astilleros de Esteiro, Cartagena | 26. September 1767 | 5. April 1769                     | August 1769                       | Am 14. Februar 1797 (Seeschlacht bei Kap St. Vincent) durch die Royal Navy erbeutet, als San Nicolas in Dienst; ab 1800 Gefängnishulk und 1814 zum Abbruch verkauft |
| San Rafael          | Reales Astilleros de Esteiro, Cartagena | 16. Juni 1768      | Im Jahr 1769 im Baudock verbrannt | Im Jahr 1769 im Baudock verbrannt | Im Jahr 1769 im Baudock verbrannt |

## Technische Beschreibung
Die Klasse war als Batterieschiff mit zwei durchgehenden Geschützdecks konzipiert und hatte eine Länge von 53,20 Metern (Geschützdeck) bzw. 45,30 Metern (Kiel), eine Breite von 13,12 Metern und einen Tiefgang von 6,64 Metern bei einer Versessung von 1872 tons (bm). Sie waren Rahsegler mit drei Masten (Fockmast, Großmast und Kreuzmast). Der Rumpf schloss im Heckbereich mit einem Heckspiegel, in den Galerien integriert waren, die in die seitlich angebrachten Seitengalerien mündeten.
Die Bewaffnung der Klasse bestand bei Indienststellung aus 80 Geschützen.
|        | Unteres Batteriedeck    | Oberes Batteriedeck     | Backdeck              | Achterdeck             | Poopdeck                                          | Kanonen (Geschossgewicht) |
| ------ | ----------------------- | ----------------------- | --------------------- | ---------------------- | ------------------------------------------------- | ------------------------- |
| Design | 30 × 24-Pfünder-Kanonen | 32 × 18-Pfünder-Kanonen | 4 × 8-Pfünder-Kanonen | 14 × 8-Pfünder-Kanonen | –                                                 | 80 Kanonen (331,26 kg)    |
| 1790   | 30 × 36-Pfünder-Kanonen | 32 × 18-Pfünder-Kanonen | 4 × 8-Pfünder-Kanonen | 14 × 8-Pfünder-Kanonen | 2 × 4-Pfünder-Drehbassen 2 × 3-Pfünder-Drehbassen | 84 Geschütze (417,29 kg)  |

## Besatzung
Die Besatzung hatte im Frieden eine Stärke von 642 Mann und im Krieg von 715 Mann.

## Bemerkungen
1. ↑  Bei der Berechnung des Gewichtes einer Breitseite kann es zu Unterschieden kommen, da in der damaligen Zeit ein Pfund, je nach Land, unterschiedliche Gewichtswerte hatte. Das spanische Libra hatte z. B. ein Gewicht von 460,08 Gramm, während das englische Pound ein Gewicht von 453,592 Gramm hatte.